# Madalena
Madalena este un oraș în statul Ceará (CE) din Brazilia. Este împărțit în șase districte, printre care: Centru, Macaoca, Cajazeiras, Union, New Cacimba.